# Hammarby Sjöstad

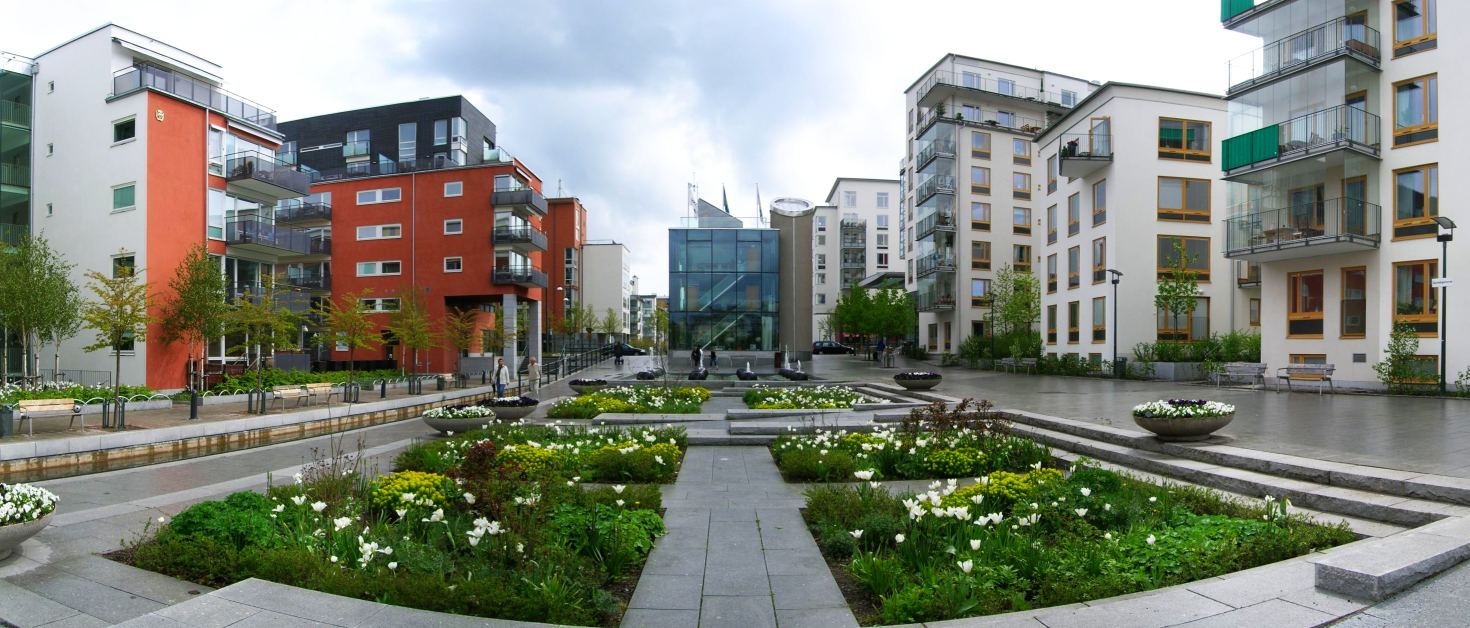
Fragment osiedla Hammarby Sjöstad

Hammarby Sjöstad – osiedle mieszkaniowe w Sztokholmie.
Powstało na terenach dzielnicy przemysłowej. We wczesnych latach 90. XX wieku przedstawiono plan budowy osiedla mieszkalnego. Planowana data ukończenia inwestycji to 2018 rok. Osiedle ma być wtedy zamieszkiwane przez około 20 000 osób. Jednym z jego podstawowych założeń jest ograniczenie o połowę negatywnego wpływu na środowisko względem standardowych osiedli lat dziewięćdziesiątych. Cel ten ma zostać osiągnięty m.in. poprzez oszczędność energii, wykorzystywanie odnawialnych źródeł energii oraz minimalizację transportu samochodowego na rzecz zbiorowego, rowerowego i pieszego.
Osiedle Hammarby Sjöstad znajduje się wokół jeziora Hammarby, w dzielnicy Södermalm, częściowo na Södermalmie a częściowo w Södra Hammarbyhamnen, oddzielonym od Södermalmu kanałem. Powierzchnia osiedla planowana jest na około 250 ha.
Osiedle połączone jest z centrum Sztokholmu liniami autobusowymi i promami a pośrednio również linią szybkiego tramwaju Tvärbanan. Znajdują się tam cztery przystanki od Mårtensdal do Sickla Udde.
Hammarby Sjöstad pojawiło się jako propozycja lokalizacji wioski olimpijskiej podczas zgłaszania kandydatury Sztokholmu do organizacji letnich igrzysk olimpijskich w 2004 roku.